# Walter HWK 109-509
Il Walter HWK 109-509 era un motore a razzo a propellente liquido costruito dall'azienda tedesca Hellmuth Walter Kommanditgesellschaft (HWK) di Hellmuth Walter ed installato sia sul Messerschmitt Me 163 sia a bordo del Bachem Ba 349.
Prodotto in serie a partire dall'agosto del 1944, fu il primo motore ed unico endoreattore a diventare operativo su un velivolo a razzo, l'Me 163 B-1, nell'autunno del 1944 pur se con limitati risultati.

## Storia del progetto
Dopo la costruzione della prima serie di motori a razzo freddi (in cui la spinta propulsiva era generata dalla sola dissociazione del perossido di idrogeno (H2O2), nel 1941 la Walter iniziò a lavorare ad una versione che prevedeva la combustione dell'ossigeno prodotto dalla dissociazione del perossido con un combustibile da essere impiegato sul Me 163 B-1. Questo motore, internamente noto come RII-209, derivava strettamente dalla precedente versione fredda RII-203 dove il propellente veniva fatto reagire con un catalizzatore (una soluzione di permanganati chiamato Z-Stoff). Fu poi ulteriormente sviluppato in una versione definitiva, RII-211 cui venne data dall'RLM la nomenclatura 109-509.

## Tecnica
Il motore Walter HWK 109-509 utilizzava una combinazione ipergolica di due sostanze, ossidante e combustibile, rispettivamente chiamate T-Stoff e C-Stoff.

### T-Stoff
L'ossidante era costituito da una miscela di perossido di idrogeno (80% in peso) ed acqua (20%). Relativamente stabile, una volta in contatto con un catalizzatore il perossido si decomponeva in una miscela ad alta temperatura (500 °C) di vapore d'acqua ed ossigeno. Per migliorarne le caratteristiche di stoccaggio, venivano aggiunti alcuni additivi quali acido fosforico, fosfato di sodio e 8-idrossichinolina. I tecnici della Walter notarono che a concentrazioni superiori all'85%, il perossido d'idrogeno a contatto con il catalizzatore tendeva a detonare piuttosto che a dissociarsi. Fu quindi preferita una concentrazione minore che garantiva una migliore controllabilità della reazione a scapito di temperature più basse.

### C-Stoff
Il combustibile era una miscela di alcol metilico (57% in peso, anche noto come M-Stoff), idrato di idrazina (30%, B-Stoff) e acqua (13%) additivata del catalizzatore cuprocianuro di potassio (K3Cu(CN)4) necessario alla decomposizione del T-Stoff. Questo catalizzatore veniva aggiunto direttamente nel serbatoio del C-Stoff mescolandolo al combustibile con un getto di aria compressa.
La decomposizione del perossido di idrogeno una volta in contatto con il catalizzatore contenuto nel C-Stoff in camera di combustione provocava l'innalzamento della temperatura e la conseguente accensione automatica del combustibile. Il rapporto stechiometrico teorico tra C-Stoff e T-Stoff era di 0,36:1, ma, per garantire una combustione più affidabile, si preferiva una miscela più ricca di T-Stoff, arrivando in camera di combustione a rapporti vicini a 0,29-0,32:1.

### Alimentazione
Nella versione fredda (RII-203), erano utilizzati due propellenti liquidi, pompati nella camera di spinta (il T-Stoff e il catalizzatore Z-Stoff). L'introduzione di un combustibile da bruciare in camera di combustione avrebbe comportato l'impiego di un terzo serbatoio e un ulteriore sistema di pompaggio con conseguente aumento di complessità del sistema. I tecnici della Walter, invece, riuscirono ad unire in una sola miscela il catalizzatore necessario ad accelerare la decomposizione violentemente esotermica del T-Stoff ed il combustibile che avrebbe reagito spontaneamente con l'ossigeno dissociato risultante dalla decomposizione del perossido.
L'immissione in camera di combustione del propellente era assicurata da una turbopompa a vapore mossa da un generatore di gas dedicato alimentato dal T-Stoff ed un catalizzatore. La turbina della turbopompa muoveva l'albero comune alle pompe del T-Stoff e del C-Stoff. Il pilota, agendo su una manetta, comandava il sistema di regolazione pneumatico, permettendo la calibrazione della portata in camera di combustione del propellente e, di conseguenza, la spinta. Le pompe del propellente erano a doppio stadio, con un primo stadio di bassa pressione che, ruotando a bassa velocità, garantiva la necessaria prevalenza al secondo stadio di alta pressione che pompava il propellente in camera di combustione.
La camera di combustione, specialmente quando erano richieste basse spinte, soffriva di problemi nell'atomizzazione e distribuzione del propellente. Per migliorare la stabilità della fiamma ai vari regimi di funzionamento fu quindi introdotto un precombustore.

## Versioni
- RII.203 Versione fredda con spinta regolabile tra 1,47 kN e 7,35 kN installato sul Me 163 A.[5]
- RII.211 Prototipo (109-509.A-0) della versione calda A-1 con spinta regolabile (1,47-14,71 kN). Effettuò il primo volo su un Me 163 B nel maggio del 1943.
- 109-509.A-1 Prima versione di produzione (1,47-16,67 kN). Installato sul Me 163 B e dotato di avviamento elettrico.
- 109-509.A-2 Sviluppo dell'A-1 con peso ridotto e avviamento con T-Stoff.
- 109-509.B Versione evoluta dell'A-2 dotato di una camera di combustione supplementare (con una spinta aggiuntiva variabile tra 1 e 3 kN) per la fase di crociera. Ne furono prodotti solo 10 esemplari.
- 109-509.C Versione basata sull'A-2 per il Messerschmitt Me 263 con una camera di combustione principale che lavorava a pressioni più elevate (24 atm) e una supplementare per la crociera. Spinte comprese rispettivamente tra 1,47 - 19,61 kN e 1 - 4 kN.
- 109-509.D Versione basata sull'A-2 per l'aliante da ricognizione DFS 228.
- 109-509.A-2E (o 109-509.E). Versione basata sull'A-2 per il caccia intercettore Bachem Ba 349 modificata per permettere il lancio da una posizione verticale. Furono costruiti 15 prototipi per le prove, ma il progetto fu cancellato nel febbraio del 1945 prima che la versione di produzione (109-509.E) passasse la fase di progettazione.
- 109-509.S-1 (o Heimatschützer I) Versione RATO basata sull'A-2 da installare in coda al Messerschmitt Me 262.
- 109-509.S-2 (o Heimatschützer IV) Versione RATO da 19 kN di spinta massima da installare sotto la fusoliera del Me 262. Costruita con parti riutilizzate di 109-509.A2 e C era ancora in fase di sviluppo nella fabbrica della Heinkel a Jenbach al momento della sua conquista da parte dagli Alleati nel maggio del 1945.

## Velivoli utilizzatori
Germania
- Arado E.381
- Bachem Ba 349
- DFS 228
- DFS 332
- DFS 346
- Focke-Wulf Project VII (progetto)
- Focke-Wulf Ta 283 (in combinazione con due statoreattori Pabst)
- Heinkel P.1077 (progetto)
- Junkers Ju 248 (progetto)
- Messerschmitt Me 163